# جام خیریه انگلستان ۲۰۱۳
جام خیریه ۲۰۱۳ در ۱۱ اوت ۲۰۱۳ در ورزشگاه ومبلی، مابین تیم‌های منچستر یونایتد و ویگان اتلتیک که به ترتیب قهرمان لیگ برتر و جام حذفی سال قبل بوده‌اند، برگزار شد که با نتیجه ۲ بر صفر به سود منچستر یونایتد به پایان رسید. این نخستین بار بعد از سال ۱۹۸۰ است که تیمی که به دسته اول سقوط کرده، در این بازی حضور پیدا می‌کند. ویگان در فصل قبل به چمپیونشیپ سقوط کرده‌بود، ولی موفق شده بود در جام حذفی قهرمان شود.

## بازی

### جزئیات
| ویگان اتلتیک | ۰ – ۲ | منچستر یونایتد  |
| ------------ | ----- | --------------- |
|              |       | فن پرسی ۶'، ۵۹' |

| ویگان اتلتیک | منچستر یونایتد |

| داوران - کمک‌داوران: - مایک مولارکی - اسکات لجر - داور چهارم:مایکل الیور - داور پنجم:لی بتس | قوانین بازی - ۹۰ دقیقه - در پایان ۹۰ دقیقه اگر نتیجه مساوی بود، کار به ضربات پنالتی می‌کشد. - هر تیم هفت بازیکن ذخیره دارد. - هر تیم می‌تواند شش تعویض داشته باشد. |